# Ligyra devecta
Ligyra devecta är en tvåvingeart som beskrevs av Walker 1860. Ligyra devecta ingår i släktet Ligyra och familjen svävflugor. Inga underarter finns listade i Catalogue of Life.